# Висок Атлас
Висок Атлас (на арабски: الاطلس الكبير, Атлас ел Кебир) е планинска верига в западната част на Атласките планини, простираща се на около 840 km от запад-югозапад на изток-североизток на територията на Мароко. На запад планината започва от нос Гир на Атлантическия океан, а на изток завършва до границата на Мароко с Алжир. На север и юг система ясно изразени на терена тектонски разломи я отделят съответно от Среден Атлас и Антиатлас. Западната част на Висок Атлас представлява предимно високо издигнато варовиково плато, обкръжаващо централния масив на планината изграден от гранити и шисти с височина 3000 – 4000 m и с максимална височина връх Джебел Тубкал (4165 m) – най-високата точка на Мароко и целите Атласки планини. На изток височината на планината рязко намалява до 1500 m и тук тя се разделя на къси мергелно-варовикови хребети, разбити от разломи и отделени един от друг от депресии. От Висок атлас водят началото си най-големите марокански реки. Към Атлантическия океан текат реките Тенсифт, Сус, Драа и левите притоци на Ум ер Рбия (Ел Абид и Тесаут), на североизток към Средиземно море тече река Мулуя, а на юг към пустинята Сахара – реките Гериз и Зиз. По северозападните наветрени влажни склонове, на височина до 1500 m виреят гори от вечнозелени твърдолистни маслинови и рожкови дървета и олеандър с примеси от туя, районите до 1800 m са обрасли с гори от каменен дъб, до 3000 m големи участъци заети от атласка хвойна, а най-нависоко са разположени остепнени пасища. По много по-сухите южни и източни склонове се срещат малки горички от берберска туя (сандарака) и атласка хвойна.